# 田尾公路花園
田尾公路花園位於台灣彰化縣田尾鄉，台灣政府（現已精省）於田尾鄉溪畔村、柳鳳村、打簾村三村全部與饒平村、北曾村、田尾村等三個村各一部分等村落劃入，1973年成立公路公園，以長4.7公里，寬9公里的面積做為公園用地，合計面積約341公頃。

## 清末時代
打簾村花卉園藝始於一百年前，巫修齊先生個性沉默寡言不善表達，篤信佛教不僅吃齋念佛連家中都設齋堂。家境不錯，當時他為了信佛拜佛，探訪唐山的名山古剎，旅途中不喜歡說話卻用心的賞景，沿途收集許多植物的種子或枝條，他將這些種子或枝條帶回家播種或接枝插土開始繁殖，所以巫修齊就跟他哥哥巫規矩兩兄弟開始種花。據當地老一輩人說，小時侯家家戶戶的門口庭院都有幾缸，印象中，因有了這些花卉果樹的美化，而與眾不同並可以藉此賺錢，一時之間當地住戶 開始爭先恐後仿效種植，培育各式各樣花卉，於是田尾的花卉園藝就此開始發展。幾年後村內有一位李朝慶先生家中也種植了不少花木，他們開始將一些花賣給外地的廟宇種植，有時候 他看到外地的廟宇有較好或奇特花卉，他就以交換的方式帶回來培繁殖，開了花木交易買賣的風氣之先。

## 日治時代
不久之後，日本統治台灣，在大正時代初期巫家兄弟、堂兄弟、叔姪們漸漸將花木栽植職業化。到了昭和時代，曾任議員的羅老庚，見巫家花卉事業經營有聲有色， 並與當時「農民組合長」相當於現今農會總幹事商量，由農會來培育種苗，讓農民方便以低價申請回去種植，使得田尾地區的花卉園藝事業有如百花爭放，由於花卉 事業的發展，連帶也養成不少育種高手。                          

## 民國時代
中華民國接管臺灣後，政府提倡「一鄉設一初中」為了校園美化--------，於是田尾的花卉發展逐漸起步，在黃杰擔任省主席時要求各鄉表現鄉鎮特 色，再次締造田尾花卉發展高峰。另外有兩次重大突破，一次是政府搬遷來台後，實施「三七五減租」「耕者有其田」等土地政策，使得耕者的佃農都擁有屬於自己 的土地成為花園的主人。
民國五十九年以前的公路花園只有農地種植花木，沒有道路可供農民通行、產銷運送，只能利用當時的溝渠小路當人行道、花木成品產銷用原始人力擔挑。
公路公園尚未成立前，當時先後擔任行政院副院長、行政院長的故總統蔣經國先生非常喜歡打簾地區質樸的農家氣息，曾數度便裝輕車簡從至打廉村訪問。

## 公路花園的起源
論及起源就要追溯從謝東閔先生說起，民國六十一年當時的省議會議長謝東閔先生到該鄉柳鳳村謝姓宗親謝金土先生家作客餐敘，席間聊天時，謝東閔主動提及他去美國參訪的經驗，看美國人在高速公路旁興建公路公園的作法，並當場要求在座做陪的田尾鄉長陳終勸、秘書施秋明回去規劃看看。經鄉公所送企劃書
經省府同意並補助七兆元, 不足由鄉公所自籌，在當時縣長吳榮興支持下，歷經二年餘完成。六十二年一月，陳鄉長和施秘書 二人親自砍下二顆槟榔樹作為簡單破土典禮.民國六十二年省政府正式將該區核定規畫為公路公園園藝特定區，經當時縣長吳榮興先生支持及鄉長陳玉清的籌畫上下溝通左右，取得地方人士的共識有 地捐地、有錢出錢、有力出力歷經兩年完成線狀的公路，利用路旁原有的花木美化公路供大家觀賞當時稱「公路公園」，由於一般人到此遊玩時常找不到該公園於是 民國70年將公路公園改名為「公路花園」。

## 現今
民國87年，鄉長劉淑芳積極爭取申請經濟部商業司輔導田尾公路花園形象商圈計劃，歷經三年半的時間推動花卉產業提升及產業多元化，並有營建署補助建設形象商圈硬體 工程。民國88 年由經濟部商業司指導，參與創造城鄉新風貌示範計畫，進行景觀改造，重新塑造現今的田尾公路花園。民國91 年，行政院農委會正式輔導田尾公路花園成立「田尾鄉休閒園區」再次拓展田尾這個花之鄉的花卉園藝專業園區的觀光休閒旅遊。田尾公路花園自民國61年催生、成長、茁壯，成為全國最具知名度花鄉和熱門觀光景點，區內生氣蓬勃，各行各業欣欣向榮.遊人如熾，實為創造觀光成功案例
2002年在行政院農業委員會的輔導，將公路花園轉型成為「田尾鄉花卉休閒園區」，園區是做為花卉專業栽植、花卉種苗販售等，尚有一座怡心園，其觀光旺季在每年12月至次年2月。
- 公路花園的創始人是巫南方先生（八十二年村長巫長生先生的祖父）他於光緒二十五年間到廣東省蕉嶺縣做生意，採回九重葛種在打簾的住宅地，生長快速，花又美，村上多人採花苗來種，很快蔓延全村。
- 民國五十九年以前的公路花園是利用當時的溝渠。
- 民國六十一年省主席謝東閔先生到胡改良先生家賞花，（按:胡先生打簾人，是當地園藝栽作有成的先輩（約八十二、三歲）和謝東閔先生私誼不錯吃飯聊天時，談到外國在高速公路旁興建公路公園的構想。）
- 後來經過有關人士如徐羅賤、張水貶等先生奔走與村長巫長生爭取下，於民國六十二年省政府正式將該地區規劃為公路花園藝特定區（按：面積占定三三二．五公頃），是年六月由鄉長陳終勸先生和秘書施秋美二人親自砍下二棵檳榔樹作為動土工程，省府補助四百二十萬元，不足由鄉公所自籌，在當時縣長吳榮興支持下，歷經二年餘完成。

## 外部連結
- 田尾公路花園旅遊網 （页面存档备份，存于）
- 彰化縣田尾公路花園發展協會
- 田尾公路花園 （页面存档备份，存于）
- 田尾形象商圈